# Éditions Management et Société
Les Éditions Management et Société (EMS) est la marque commerciale de la société In Quarto. 

## Présentation
Maison d’édition indépendante fondée en 1997,  EMS est basée à Caen, en Normandie. Elle est spécialisée dans la publication d’ouvrages universitaires et professionnels orientés management et gestion,. Elles éditent également des ouvrages portant sur des thèmes de société. 
Ses publications s'adressent aussi bien aux enseignants-chercheurs, qu'aux étudiants, aux consultants ou encore aux chefs d'entreprise. Les ouvrages publiés par EMS sont diffusés dans l’ensemble du monde francophone et régulièrement labellisés par la FNEGE.

## Histoire

### Création en 1997
EMS est née de la rencontre d’un imprimeur et de quelques universitaires. N’ayant plus d’éditeur, ces derniers cherchaient un moyen de publier leurs livres malgré tout. « Vous cherchez un éditeur, nous on sait imprimer, créons une maison d’édition » leur dit le fondateur de l’imprimerie. C’est ainsi qu’en 1997 le groupe Corlet crée les Éditions Management et Société (EMS).
Très rapidement, les premiers livres et revues sortent de presse et trouvent leurs publics. Toutefois, l’activité édition reste une branche annexe du groupe. Après le départ à la retraite de son fondateur Charles Corlet, le groupe Corlet décide de céder son activité éditions.

### Rachat et développement
Le 10 avril 2008, la société In quarto, dirigée par Gaël Letranchant, rachète les éditions EMS. Dès lors, de nouvelles collections sont créées et la collaboration avec les universités et le grandes écoles est intensifiée. Des choix qui s’avèrent très rapidement payants : EMS se fait un nom et une réputation dans le monde universitaire et attire des autrices et des auteurs toujours plus nombreux.
Puis, un peu plus tard, la maison d’édition normande, décide d’étendre son champ d’action aux entreprises en proposant des ouvrages pratiques pour les managers et les salariés et en ouvrant notamment la collection EMS Coach.
Le fonds éditorial d’EMS comporte désormais 40 collections, 5 revues pour plus de 600 auteurs.

## Ligne éditoriale
Fidèle à son slogan, « apprendre aujourd’hui pour pratiquer demain », EMS édite des ouvrages et des revues qui ont pour mission d’enrichir la connaissance et le savoir-faire en matière de management et de gestion. Sa raison d’être est de proposer un savoir théorique ainsi que des outils et méthodes permettant de se cultiver, d’élargir sa réflexion et de développer sa pratique professionnelle. Son indépendance lui permet de réaliser des choix éditoriaux audacieux.

## Editeur multi support
La totalité des ouvrages édités par EMS paraissent également en version e-book. Cairn, scholarvox